# Talkin' Hawkin'
Talkin' Hawkin' è un brano musicale del gruppo progressive rock inglese Pink Floyd, contenuto nell'album The Endless River del 2014 e scritto da David Gilmour e Richard Wright.

## Caratteristiche
Il brano è basato sul pianoforte e le tastiere di Wright, nonché la chitarra di Gilmour. È interamente strumentale, eccezion fatta per la voce computerizzata del fisico Stephen Hawking, emessa da un sintetizzatore vocale con cui il fisico era costretto a comunicare a causa di una malattia del motoneurone che lo colpì fin dal 1963. Tale voce è tratta da uno spot pubblicitario di British Telecom del 1994. Eccone il testo:
Anche il brano Keep Talking del 1994 contiene la voce di Hawking; essa è presa dallo stesso spot, ma dice cose diverse. Tuttavia il brano del 2014 non è da intendersi come un sequel di quello del 1994.

## Formazione
- David Gilmour - Chitarre, cori
- Richard Wright - Pianoforte, organo Farfisa, sintetizzatori
- Nick Mason - Batteria
- Guy Pratt - Basso
- Stephen Hawking - Voce elettronica
- Durga McBroom - Cori